# Zabrachypus albifacialis
Zabrachypus albifacialis är en stekelart som beskrevs av Kusigemati 1985. Zabrachypus albifacialis ingår i släktet Zabrachypus och familjen brokparasitsteklar. Inga underarter finns listade i Catalogue of Life.